# Науменко Анатолій Олексійович
Анатолій Олексійович Науменко — український каратист, майстер спорту міжнародного класу, заслужений тренер України, головний інструктор та президент Всеукраїнської федерації Фунакоші Шотокан карате (ФШКУ). Володар 7-го дану карате.

## Біографія
Анатолій Науменко народився в місті Черкаси. У 1991 році він заснував клуб «Восток» у рідному місті, який згодом (у 2007 році) було перейменовано на «Будокан». У 1995 році Анатолій Олексійович ініціював створення Черкаської обласної федерації традиційного карате, а у 2004 році — Всеукраїнської федерації Фунакоші шотокан карате, яка нині об’єднує спортсменів із 16 областей України. 

## Спортивна кар’єра
У спорті Анатолій Науменко здобув звання «Майстер спорту України міжнародного класу», а також отримав почесне звання «Заслужений тренер України». Він пройшов усі щаблі — від тренера обласного рівня до голови всеукраїнської федерації.  Як спортсмен і організатор неодноразово представляв Україну на чемпіонатах світу та міжнародних семінарах. Під його керівництвом українські каратисти ФШКУ здобули друге загальнокомандне місце на Чемпіонаті світу з карате в Денвері (США) та регулярні призові місця на турнірах світового рівня з 2008 року.
У 1991 р. створює клуб «Схід», в якому почало розвиватися карате та джіу-джитсу.
У 1992 та 1994 році проходження семінару під керівництвом сербського майстра І.Йорга, 7 дан.
У 1995 р. пройшов тижневий курс підготовки з традиційного карате-до в монастирі в Югославії (Європейський Шаолінь) під керівництвом І. Йорга, 7 дан (Сербія). З його ініціативи створюється Черкаська обласна федерація традиційного каратедо.
У 1996 р. вперше Україну відвідав майстер Х.Нішіяма (9 Дан), у якого Анатолій пройшов семінар.
Цього ж року після семінару Іллі Йорги складання іспиту – на 1Дан.
У 1997 р. участь у семінарі В.Квичинського (5 Дан).
Знову проходження семінару у сенсею Х.Нішіями, потім участь у семінарі та складання іспиту на 2 Дан, який майстру вперше відвідав Україну – Хіроші Шираї (9 Дан).
Суддя на чемпіонаті Європи ETKF у Давосі (Швейцарія).
Вступ до Черкаського Державного Університету ім. Б.Хмельницького на факультет фізичного виховання.
У 1998 р. участь у семінарі Х.Нішіями.
Суддя на чемпіонаті Європи ETKF у Каорлі (Італія).
Суддя на чемпіонаті світу ITKF у Варшаві (Польща).
У 1999 р. участь у семінарі Х.Нішіями та цього ж року, після чергового проходження семінару Х.Шираї, складання йому іспиту, на 3 Дан.
Суддя на чемпіонаті Європи ETKF у Лодзі (Польща).

## Досягнення та звання
- Член Міжнародної асоціації Фунакоші шотокан карате (WAMMCO)
- Майстер спорту України міжнародного класу
- Заслужений тренер України
- Володар 7-го дану карате
- Президент і головний інструктор Всеукраїнської федерації Фунакоші шотокан карате (2004—дотепер)

## Громадська та тренерська діяльність
- Організатор і ведучий щорічних міжнародних семінарів з карате-до.
- Автор ідеї проведення Кубка України з бойових мистецтв «БУДО і карате».
- Підготував низку чемпіонів України та призерів міжнародних змагань.